# Setentrional
Setentrional (Latim: septentrionale) é uma qualificação que abrange tudo o que se refere a norte ou boreal. 
A palavra setentrional é muito comum nas línguas românicas.
Mapas da América do Norte confeccionados antes de 1700 frequentemente se referem às áreas inexploradas do norte (ou nordeste) como America Septentrionalis, às vezes com pequena variação ortográfica (por exemplo, o mapa-múndi feito por Moses Pitt por volta de 1680 rotula a América do Norte como America Septentriona).
A palavra setentrional é, na verdade, um adjetivo derivado de Setentrião (conhecido na mitologia grega como Bóreas, donde vem o sinônimo boreal), nome que os antigos romanos davam às sete (septem) estrelas do Grande Carro, constelação que contém a Ursa Maior e a Ursa Menor e lembrava um conjunto de bois (trionis) arando uma extensão de campo.
Setentrional opõe-se a Meridional.